# Orgeln von Flandern

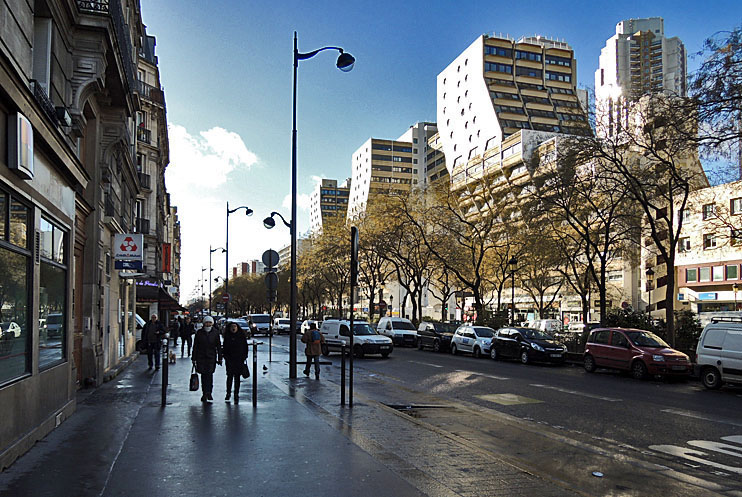
Die Orgues de Flandre (Architekt: Martin Schulz van Treeck)

Die Orgeln von Flandern, französisch les Orgues de Flandre (auch bekannt als „Stadt der Flamen“), sind eine Gruppe von Wohngebäuden im Stadtteil La Villette im 19. Arrondissement von Paris. Sie umfassen den Prélude-Turm, das höchste Wohngebäude (123 m) in Paris, den dritthöchsten Wohnturm in Frankreich (nach dem Tour Défense 2000 und dem Tour France in Puteaux) und das sechsthöchste Gebäude der Hauptstadt.

## Geschichte
An dieser Stelle befand sich die sogenannte Flämische Siedlung, eine Arbeitersiedlung, die Mitte des 19. Jahrhunderts errichtet worden war und aus fünf- und sechsstöckigen Gebäuden bestand.
Die Orgeln von Flandern wurden zwischen 1973 und 1980 von dem deutschen Architekten Martin Schulz van Treeck anstelle der als baufällig eingestuften Flämischen Siedlung gebaut.
Das 1850 erbaute Stadttor ist der einzige Teil der früheren Bebauung, der erhalten blieb. Es wurde um 40 Meter von seinem ursprünglichen Ort verschoben und die Inschrift „Flämische Stadt“ durch „Flämisches Tor“ ersetzt.
In den 2010er Jahren, als die Gegend noch zum Stadtteil Stalingrad-Riquet gehörte, wurde ein umfangreiches Renovierungsprogramm durchgeführt: die vollständige Renovierung der Türme Prélude und Sonate (einschließlich der Anbringung einer mit Stahlplatten verkleideten Isolierung bis zur Spitze in den Jahren 2017/2018), die thermische Renovierung der Türme Fugue und Cantate (und Anbringung der gleichen Stahlplattenverkleidung auch hier) sowie die Neugestaltung des öffentlichen Raums.

## Lage
Die Türme befinden sich auf beiden Seiten der Rue Archereau im 19. Arrondissement von Paris, 67-107 Avenue de Flandre und 14-24 Rue Archereau, und sind auch von der Rue Riquet aus zugänglich. Sie werden von den Stationen Crimée und Riquet auf der Linie 7 der Pariser Metro bedient.

## Beschreibung
Auf einer Fläche von ca. 6 Hektar bestehen die sogenannten Orgeln aus vier Wohntürmen, zwei 15-stöckigen Gebäuden mit abgehenden oder einlaufenden Stufen an der Avenue de Flandre und weiteren niedrigeren Gebäuden, die auf dem 6 Hektar großen Grundstück verteilt sind. Sie enthalten insgesamt 1950 Wohnungen.
|                      | Jahr der Fertigstellung | Höhe  | Anzahl Stockwerke | Anzahl Wohnungen |
| -------------------- | ----------------------- | ----- | ----------------- | ---------------- |
| Tour 1 (Prélude)     | 1979                    | 123 m | 39                | 254              |
| Tour 2 (Fugue)       | 1974                    | 108 m | 35                |                  |
| Tour 3 (Cantate)     | 1970                    | 101 m | 30                | 180              |
| Tour 4 (Sonate)      | 1972                    | 90 m  | 25                |                  |
| Orgues de Flandre V  | 1973                    | 48 m  | 15                | 30               |
| Orgues de Flandre VI | 1980                    | 48 m  | 15                | 30               |